# Keene (Teksas)
Keene – miasto w Stanach Zjednoczonych, w stanie Teksas, w hrabstwie Johnson. W 2006 roku liczyło 6196 mieszkańców.